# آبی‌تر از گناه
رمان آبی‌تر از گناه یکی از رمانهای محمد حسینی است. این رمان جایزه ادبی گلشیری و جایزه مهرگان ادب (پکا) را برای بهترین رمان سال ۸۳ از آن خود کرده‌است.

## موضوع رمان
«آبی‌تر از گناه» دربارهٔ پسری است که به خاطر فقر مالی به خانه‌های مردم می‌رود و برای صاحبان‌شان کتاب می‌خواند.

## پیون به بیرون
- کتاب صوتی «آبی‌تر از گناه» در راه است
- آبی‌ترین گناه ـ یادداشتی بر رمان آبی‌تر از گناه یا بر مدار هلال آن حکایت سنگین بار نوشتۀ محمدحسینی